# Décès en mai 1987
Décès
- 1983
- 1984
- 1985
- 1986
- 1987
- 1988
- 1989
- 1990
- 1991

Pour une information complémentaire, voir la page d'aide.

| Date   | Nom                 | Activités                                        | Âge | Source |
| ------ | ------------------- | ------------------------------------------------ | --- | ------ |
| 3 mai  | Dalida              | chanteuse française                              | 54  |        |
| 3 mai  | Roberto Santos      | réalisateur brésilien                            | 59  |        |
| 4 mai  | Noureddine Khayachi | peintre tunisien                                 | 68  |        |
| 6 mai  | Roger Magnin        | joueur et entraîneur de football français        | 70  |        |
| 7 mai  | Charlotte Alix      | décoratrice et peintre illustratrice française   | 89  |        |
| 7 mai  | José Amaro          | coureur cycliste portugais                       | 33  |        |
| 9 mai  | Lucien Choury       | coureur cycliste français                        | 89  |        |
| 10 mai | Sadamichi Hirasawa  | peintre de tempera japonais                      | 95  |        |
| 11 mai | Emmanuel Vitria     | doyen à l'époque des greffes du cœur             | 67  |        |
| 14 mai | Marcelle Brunswig   | peintre figurative postimpressionniste française | 84  |        |
| 14 mai | Rita Hayworth       | actrice américaine                               | 68  |        |
| 19 mai | Stanisław Szukalski | peintre et sculpteur polonais                    | 93  |        |
| 26 mai | Ajita Wilson        | actrice pornographique américaine                | 37  |        |
| 27 mai | Colin McCahon       | peintre néo-zélandais                            | 67  |        |
| 31 mai | Domenico Piemontesi | coureur cycliste italien                         | 84  |        |